# Edad de Piedra Tardía
La Edad de Piedra Tardía (LSA, del inglés Later Stone Age) es un período en la prehistoria africana que sigue a la Edad de Piedra Media. 
La Edad de Piedra Tardía está asociada con el advenimiento del comportamiento humano moderno en África, aunque las definiciones de este concepto y los medios para estudiarlo están en debate. Se cree que la transición de la Edad de Piedra Media (MSA, del inglés Middle Stone Age) a la Edad de Piedra Tardía ocurrió primero en África oriental entre 50,000 y 39,000 años atrás. También se cree que los pueblos de la Edad de Piedra Tardía y/o sus tecnologías se extendieron fuera de África durante los próximos miles de años.
Los términos "Edad de Piedra Temprana", "Edad de Piedra Media" y "Edad de Piedra Tardía" en el contexto de la arqueología africana no deben confundirse con los términos Paleolítico inferior, Paleolítico medio y Paleolítico superior. Se introdujeron en la década de 1920, cuando quedó claro que el sistema cronológico existente del Paleolítico Superior, Medio e Inferior no era un correlato adecuado con el pasado prehistórico en África. Sin embargo, algunos estudiosos continúan viendo estas dos cronologías como paralelas, argumentando que ambas representan el desarrollo de la modernidad conductual.

## Orígenes
Originalmente, la Edad de Piedra Tardía se definió como varias industrias y/o culturas líticas que incluían otra evidencia de actividad humana, como cuentas de cáscara de huevo de avestruz e implementos de huesos trabajados, y carecían de herramientas de piedra de la Edad de Piedra Media que no fueran las recicladas y reelaboradas. Los pueblos de LSA estaban directamente vinculados con poblaciones biológicas y conductualmente modernas de cazadores/recolectores, algunos identificados directamente como "bosquimanos" de San. Esta definición ha cambiado desde su creación con el descubrimiento de cuentas de cáscara de huevo de avestruz y arpones de hueso en contextos anteriores a la LSA por decenas de miles de años. La Edad de Piedra Tardía también se distinguió por mucho tiempo de la Edad de Piedra Media anterior como el tiempo en que el comportamiento humano moderno se desarrolló en África. Esta definición se ha vuelto más tenue a medida que se encuentra evidencia de tales comportamientos humanos modernos en sitios que son anteriores a la LSA significativamente. 

## Transición de la Edad de Piedra Media
La LSA sigue a la Edad de Piedra Media y comienza hace unos 50,000 años. El LSA se caracteriza por una mayor variedad en artefactos de piedra que en el período MSA anterior. Estos artefactos varían con el tiempo y la ubicación, a diferencia de la tecnología de la Edad de Piedra Media que parecía haber permanecido relativamente sin cambios durante varios cientos de miles de años. La tecnología LSA también se caracteriza por el uso de herramientas para huesos. El LSA se asoció con el comportamiento humano moderno, pero esta vista se modificó después de descubrimientos en sitios de MSA como Blombos Cave y Pinnacle Point. 
Los sitios de LSA también superan en gran medida a los sitios de MSA en África, una tendencia que podría indicar un aumento en el número de población. El mayor número de sitios de LSA también podría deberse a un sesgo hacia una mejor preservación de los sitios más jóvenes que han tenido menos posibilidades de ser destruidos.

## Tecnología lítica
Las diferencias en las tecnologías de herramientas de piedra a menudo se usan para distinguir entre la Edad de Piedra Media y la Edad de Piedra Tardía. Las industrias de herramientas de piedra basadas en escamas de plataforma preparada más grandes de la Edad de Piedra Media, como Levallois, fueron reemplazadas cada vez más por industrias que se enfocaban en producir cuchillas y cuchillas en núcleos con plataformas simples. Las tecnologías de herramientas de piedra africanas se dividen en modos propuestos por Grahame Clark en 1969 y descritos por Lawrence Barham y Peter Mitchell de la siguiente manera:
- Modo 1: industrias de herramientas de Oldowan, también conocidas como industrias de herramientas de guijarros
- Modo 2: herramientas hechas mediante reducción bifacial producidas a partir de grandes escamas o núcleos
- Modo 3: herramientas de escamas de núcleos preparados
- Modo 4: cuchillas perforadas que se adaptan a una variedad de herramientas diferentes
- Modo 5: porciones microlíticas de herramientas compuestas que pueden incluir madera o hueso, a menudo retocadas o respaldadas abruptamente

Las tecnologías líticas de la Edad de Piedra Tardía a menudo caen en los Modos 4 y 5. Se han dividido en cuatro etapas dentro de la LSA.
1. Las industrias microlíticas datan entre 40,000 y 19,000 B.P. etiquetados como LSA temprana (ELSA), o como MSA tardía, o como transiciones o interfaces MSA/LSA
2. Industrias no microlíticas, pobres en cuchillas con fechas entre 40,000 y 19,000 B.P.
3. Industrias microlíticas con cuchillas fechadas entre 18,000 y 12,000 B.P.
4. Industrias no microlíticas y pobres en cuchillas que datan entre 12,000 y 8000 B.P.

## Problemas potenciales
El final de la Edad de Piedra Posterior tuvo lugar cuando los grupos adoptaron tecnologías como la metalurgia para reemplazar el uso de herramientas de piedra. Este proceso ocurrió a diferentes velocidades en todo el continente, y vale la pena señalar que el término "LSA" es utilizado por los arqueólogos hoy en día para referirse principalmente a las poblaciones de cazadores/recolectores que usan herramientas de piedra en el sur de África. El modelo de la " revolución humana " de la LSA ya no es favorecido por muchos arqueólogos que trabajan en África debido a la creciente evidencia del desarrollo del comportamiento humano moderno antes de hace 40,000-50,000 años. 

## Otras lecturas
- Deacon, Hilary (1999). «Learning about the past». Human Beginnings in South Africa. Cape Town: D. Phillips. ISBN 0-86486-417-5.  Deacon, Hilary (1999). «Learning about the past». Human Beginnings in South Africa. Cape Town: D. Phillips. ISBN 0-86486-417-5.  Deacon, Hilary (1999). «Learning about the past». Human Beginnings in South Africa. Cape Town: D. Phillips. ISBN 0-86486-417-5.
- La edad de piedra del sur de Tanzania

- Datos: Q575630
- Multimedia: Late Stone Age / Q575630